# Блохин, Леонид Гаврилович
Леони́д Гаври́лович Блохи́н (8 сентября 1921, Монастырка, Челябинская губерния — 21 ноября 1982, Челябинск) — советский изобретатель, директор Челябинского механического завода, участник советско-финляндской и Великой Отечественной войн, старший сержант.

## Биография
Леонид Гаврилович Блохин родился 8 сентября 1921 года в деревне Монастырка (Гусинка) Чумлякской волости Челябинского уезда Челябинской губернии, ныне деревня Клюквенная входит в  Медведский сельсовет Щучанского района Курганской области.
Трудовую деятельность начал в 1939 году в Омске. В 1940 году призван в Рабоче-крестьянскую Красную Армию Куйбышевским РВК, города Омска.
Участник советско-финляндской и Великой Отечественной войн. Воинское звание: старший сержант. Последнее место службы: Пушкинское танковое училище.
С 1946 года Леонид Гаврилович трудился на предприятиях Челябинска: главным инженером литейно-механического завода, главным механиком строительно-монтажного управления № 6, с 1953 года — начальником цеха, затем главным механиком механического завода.
Член КПСС с 1956 года.
С 1957 по 1961 год Леонид Гаврилович трудился главным механиком управления радиотехнической и приборостроительной промышленности Челябинского Совнархоза, с 1961 года — главным инженером, с 1968 года — директором Челябинского механического завода.
В 1973 году защитил диссертацию на соискание ученой степени кандидата технических наук.
Совместно с коллективом разработал 4 модели кранов ДЭК, в том числе ДЭК-251 и ДЭК-631.
Неоднократно избирался членом Ленинского райкома партии, депутатом районного Совета народных депутатов.
Леонид Гаврилович Блохин скончался 21 ноября 1982 года после тяжелой и продолжительной болезни. Похоронен на Успенском кладбище города Челябинска Челябинской области.

## Награды
- Орден Ленина
- Орден Трудового Красного Знамени
- Заслуженный машиностроитель РСФСР
- Заслуженный энергетик РСФСР

## Семья
- Жена — Людмила Андреевна
- Две дочери — Ольга и Ирина